# Nino Tsiklaoeri
Nino Tsiklauri (Tbilisi, 1 juli 1993) is een Georgisch alpineskiester. Ze nam tweemaal deel aan de Olympische Winterspelen, maar behaalde geen medaille.

## Carrière
Tsiklauri nam nog nooit deel aan een wereldbekermanche.
Op de Olympische Winterspelen 2010 in Vancouver nam ze deel aan de slalom en de reuzenslalom. Op de slalom eindigde ze 50e.

## Resultaten

### Wereldkampioenschappen
| Jaar | Plaats                 | Resultaten                   |
| ---- | ---------------------- | ---------------------------- |
| 2011 | Garmisch-Partenkirchen | 60e Reuzenslalom DNS1 Slalom |
| 2013 | Schladming             | 52e Reuzenslalom             |
| 2015 | Vail/Beaver Creek      | 48e Slalom 59e Reuzenslalom  |
| 2017 | Sankt Moritz           | 46e Slalom 52e Reuzenslalom  |
| 2019 | Åre                    | DNF1 Slalom 52e Reuzenslalom |

### Olympische Spelen
| Jaar | Plaats      | Resultaten                   |
| ---- | ----------- | ---------------------------- |
| 2010 | Vancouver   | 50e Slalom DNF1 Reuzenslalom |
| 2014 | Sotsji      | 49e Reuzenslalom DNF1 Slalom |
| 2018 | Pyeongchang | 39e Slalom 46e Reuzenslalom  |